# Fouchères (Yonne)
Fouchères település Franciaországban, Yonne megyében. Lakosainak száma 460 fő (2022. január 1.). Fouchères Villebougis, Villeneuve-la-Dondagre, Saint-Valérien, Subligny és Villeroy községekkel határos.

## Népesség
A település népességének változása:
| Lakosok száma | 429  | 446  | 467  | 469  | 479  | 480  | 496  | 478  | 460  |
|               | 2013 | 2015 | 2016 | 2017 | 2018 | 2019 | 2020 | 2021 | 2022 |